# Municipalitatea Aconchi, Sonora
Aconchi este o municipalitate, o subdiviziune administrativă de ordin doi din statul Sonora din Mexic. Reședința municipalității este localitatea omonimă Aconchi.

## Istoric
Localitatea Aconchi a fost fondată în 1639 de Bartolome Castanos, un misionar iezuit, Numele provine din limba tribului Opata și înseamnă "locul de pe pereți."

## Articole conexe
- Lista celor 72 de municipalități din statul Sonora